# أرجون (مغني)
أرجون (بالإنجليزية: Arjun)‏ هو مغني وكاتب أغاني بريطاني، ولد في 23 سبتمبر 1990 في كولمبو في سريلانكا.

## وصلات خارجية
- الموقع الرسمي
- أرجون على موقع IMDb (الإنجليزية)
- أرجون على موقع ميوزك برينز (الإنجليزية)